# رودريغو (موسيقي)
رودريغو (بالإسبانية: Rodrigo)‏ هو موسيقي ومغني وممثل أرجنتيني، ولد في 24 مايو 1973 بقرطبة في الأرجنتين، وتوفي في 24 يونيو 2000 في الأرجنتين بسبب حادث مرور.

## وصلات خارجية
- رودريغو على موقع IMDb (الإنجليزية)
- رودريغو على موقع ميوزك برينز (الإنجليزية)
- رودريغو على موقع أول ميوزيك (الإنجليزية)
- رودريغو على موقع ديسكوغز (الإنجليزية)